# Meinwerk Film
Die Meinwerk Film (Eigenschreibweise MEINWERK Film) ist eine deutsche Filmproduktionsgesellschaft. Sie produziert Spielfilme, Dokumentarfilme, Serien sowie Musikclips und Werbespots.

## Unternehmen
Gegründet wurde die MEINWERK Filmproduktion GbR 2008 in Dresden. Sie gibt es seit 2010 auch in München und ist seit Januar 2013 als MEINWERK Film GmbH im Handelsregister eingetragen. Die Geschäftsführung sind die Produzenten Heike Bittner und die Brüder Richard und Robert Krause.
Die Meinwerk entwickelt und produziert Spielfilme sowie Dokumentarfilme, Dokureihen, Episoden und Serien für Kino und Fernsehen. Zu eigenen Stoff- und Projektentwicklungen zählen Drehbücher wie „Syrakus“, „Die Feuervogelkinder“, „Secret letter box“ oder „Open Desert“.

## Produktionen (Auswahl)
- 2009: Die ABC-Schützen (Dokuserie)
- 2011: Frühchen – Wenn Babys nicht warten wollen (Dokuserie)
- 2012: 2012 – Geht die Welt unter? (Dokumentarfilm)
- 2012: Familie Zinke und die Oldtimer (Dokumehrteiler)
- 2012: Die Männer vom Berg (Dokumehrteiler)
- 2012: Sterben ohne Glauben (Dokumentarfilm)
- 2013: Wüstenherz – Der Trip meines Lebens (Open Desert) (Fernsehfilm)
- Die Feuervogelkinder (Dokuserie)
- Polarkreis 18 – The Colour of Snow (Musikvideo)